# 太田市立九合小学校
太田市立九合小学校（おおたしりつ くあいしょうがっこう）は、群馬県太田市飯塚町にある公立小学校。

## 学区
- 飯塚町[1]
- 東矢島町
- 西矢島町
- 新井町
- 飯田町
- 東別所町
- 内ヶ島町
- 小舞木町
- 新島町

## 学校周辺
- 太田市立東中学校
- 常磐高等学校
- 東毛学習文化センター